# Catherine Spaak
Catherine Spaak   (Boulogne-Billancourt, 3 d'abril de 1945 - Roma, 17 d'abril de 2022) va ser una actriu, cantant, ballarina i presentadora televisiva francesa naturalitzada italiana.

## Biografia
Catherine Spaak provenia d'una família belga que compta entre els seus membres també artistes i homes polítics: la mare és l'actriu Claudie Clèves, el pare Charles és un guionista cinematogràfic, la germana Agnes ha estat també actriu i després fotògrafa, mentre l'oncle Paul-Henri ha exercit el càrrec de primer ministre de Bèlgica.
Després haver recitat un petit paper amb tan sols 14 anys en la pel·lícula Le trou de Jacques Becker, debuta a Itàlia el 1960 amb I dolci inganni d'Alberto Lattuada que condicionarà els seus rols successius, centrats sobre l'estereotip d'una adolescent sense prejudicis. El mateix personatge, amb oportunes variacions, es troba en moltes pel·lícules que interpreta en la primera meitat dels '60, com Diciottenni al sole, Il sorpasso, La noia, La calda vita, La Parmigiana, La ronde i L'amore difficile, durant el rodatge de les quals coneix a Fabrizio Capucci, amb el qual es casarà el 1963 i amb qui tindrà Sabrina, actriu de teatre.
Al mateix temps la Dischi Ricordi li ofereix un contracte i són gravats els seus primers discos de 45 rp m, entre els quals Mi fai paura (1964) (Alberto Testa-Iller Pattacini); alguns (Quelli della mia età, versió de Tous els garçons et les filles de Françoise Hardy i L'esercito del surf notable igual que Noi siamo i giovani...) es tornen èxits en els Hit parade, gràcies també a la publicitat en les varietats televisives del dissabte nit de les quals sovint és hoste. El 1964 obté la Targa d'Or en els David de Donatello i continua treballant a Itàlia amb els més cèlebres autors i directors, convertint-se en una presència reiterada en la comèdia a la italiana (L'armata Brancaleone, Adulteri a la italiana, La matriarca, Certo, certissimo, anzi... probabile).
El 1968 sota la direcció d'Antonello Falqui interpreta La vídua alegre, musical televisiu extret de l'opereta homònima encara que en les parts cantades està doblada per Lucía Mannucci del Quartetto Cetra, el seu protagonista masculí és Johnny Dorelli, i entre els dos neix un vincle sentimental. Des de 1970 comença a escriure per a algunes publicacions periodístiques, col·laborant amb el Corriere della Sera, Amiga, Marie Claire, Il Mattino, mentre a poc a poc dilata l'activitat cinematogràfica. En la temporada 1978-1979 recita el rol de Rosana en la comèdia musical Cyrano (de Riccardo Pazzaglia i Domenico Modugno), per a la direcció de Daniele D'Anza; en la temporada següent és substituïda per Alida Chelli.
Des del 28 de setembre de 1985 fins a 1988 presenta les primeres tres edicions de Forum amb el jutge Santo Licheri, a l'interior de Buen Domingo. Autora i presentadora del talk-xou d'èxit, el més famós dels quals queda Harem (més de 15 edicions per a Rai 3), és encara avui apreciada pel públic per la seva elegància i refinament. Des del 26 de gener de 2015 és un dels participants de la desena edició del reality xou L'illa dels famosos, emesa per Canal 5 i amb la conducció d'Alessia Marcuzzi; aquest treball es va interrompre el 2 de febrer a continuació d'una decisió de la mateixa Spaak. Junt amb Brigitte Bardot, ha participat en l'apel·lació a José Barroso per a una Jornada Vegetariana Europea.

## Premis
- David de Donatello 1964: Targa d'or

## Discografia

### Àlbums
- 1963 - Catherine Spaak (Dischi Ricordi, MRL 6034)
- 1965 - Noi siamo i giovani... (Dischi Ricordi, MRL 6043)
- 1970 - Promesse promesse (CGD, FGS 5063) con Johnny Dorelli
- 1974 - Toi et moi (CGD, 69060) con Johnny Dorelli
- 1976 - Catherine Spaak (CGD, 81314)
- 1978 - Cyrano (Carosello, CLN 25081) con Domenico Modugno
- 2011 - U Spaak (L'obbiettivo, CLN 255451) con Egidio Antonio Longo "Niko delle Aquile"

### EP
- 1962 - Prima di te dopo di te / Penso a te / Mes amis, mes copains / Tu ridi di me (Dischi Ricordi, ERL 210, EP 7")

### Senzills
- 1962 - Perdono/Tu ed io (Dischi Ricordi, SRL 10-280)
- 1963 - Quelli della mia età/Ho scherzato con il cuore (Dischi Ricordi, SRL 10-323)
- 1963 - Prima di te dopo di te/Noi due (Dischi Ricordi, SRL 10-328)
- 1963 - Tu ridi di me/Mes amis, mes copains (Dischi Ricordi, SRL 10-335)
- 1964 - Questi vent'anni miei / Penso a te (Dischi Ricordi, SRL 10-340)
- 1964 - Non è niente/Giorni azzurri (Dischi Ricordi, SRL 10-343)
- 1964 - L'esercito del surf/Mi fai paura (Dischi Ricordi, SRL 10-346)
- 1965 - Se mi vuoi mi vuoi/La nostra primavera (Dischi Ricordi, SRL 10-381)
- 1966 - Ieri/Vent'anni o poco più (Dischi Ricordi, SRL 10-407)
- 1967 - La notte è fatta per rubare/Sogni e niente più (Dischi Ricordi, SRL 10-472)
- 1968 - Vilja/Tace il labbro (Det, DTP 24)
- 1968 - Igor e Natacha/Un giorno (Det, DTP 41)
- 1969 - Oh!/Qualcosa sta cambiando (Det, DTP 51)
- 1970 - Con quale amore, con quanto amore/I regali del passato (Det, DTP 58)
- 1970 - Non mi innamoro più/Promesse promesse (CGD, N 9772) con Johnny Dorelli
- 1972 - Il Padrino/Song Sung Blue (CGD, 8279) con Johnny Dorelli
- 1973 - Una serata insieme a te/Non so più come amarlo (CGD, 1117) con Johnny Dorelli
- 1973 - Così un uomo e una donna/Proviamo a innamorarci (CGD, 1951) con Johnny Dorelli
- 1975 - Un'estate/Ciao (CGD, 3461)
- 1975 - Confessione/Mea culpa (CGD, PRG 33) con Johnny Dorelli
- 1975 - Post scriptum/Meditazione 2 (CGD, PRG 34)
- 1976 - Dieci anni in più/Mi sono innamorata di mio marito (CGD, 4209)
- 1977 - Vivere con te/Lei (CGD, 5316)
- 1979 - Pasticcio/Canterai se canterò (Warner Bros Records, T 17498)

## Filmografia
Televisió
- La vedova allegra, dirigida per Antonello Falqui - telefilm (1968)
- La gatta - minisèrie (1978)
- La decima vittima, episodi de "Racconti di fantascienza di Blasetti" (1979)
- Fosca, dal romanzo omonimo di Igino Ugo Tarchetti, dirigida per Enzo Muzii (1981)
- Benedetta e company - telefilm (1983)
- La martingal - telefilm (1983)
- Un seul être vous manque - sèrie de televisió (1984-1986)
- Cinéma 16 - sèrie de televisió, 1 episodio (1986)
- Le rire de Caïn - minisèrie (1986)
- La voglia di vincere - minisèrie (1987)
- E non se ne vogliono andare! - telefilm (1988)
- E se poi se ne vanno? - telefilm (1989)
- Affari di famiglia - minisèrie (1989)
- Una famille formidable - sèrie de televisió, 3 episodis (1993)
- Il ritorno del piccolo Lord - telefilm (2000)
- Il mistero di Julie - telefilm (2004)
- Un posto al sole - soap opera (2005)
- Questa è la mia terra - minisèrie (2006)
- Le inchieste dell'ispettore Zen - sèrie de televisió, 3 episodi (2011)
- Un medico in famiglia 8 - sèrie de televisió (2013)

## Programes de televisió
- Video Sera - Catherine Spaak: Io sono curiosa (Rete 1, 1978)
- Tv7 (Rete 1, 1980)
- Linea verde (Rete 1, 1981)
- Forum (Canale 5, 1985-1988)
- Harem (Rai 3, 1988-2002)
- Pascià (Rai 3, 1996)
- Il sogno dell'angelo (LA7, 2003)
- Destini: quando la vita è romanzo (Rete 4, 2004)
- Ballando con le stelle 4 (Rai 1, 2007)
- Si può fare! (Rai 1, 2014)
- L'isola dei famosi 10 (Canale 5, 2015)

## Teatre
- 1968: Aspettando Jo (d'A. Coppel e C. Magnier)
- 1971: Promesse, promesse (di N. Simon)
- 1978: Cyrano (de Riccardo Pazzaglia e Domenico Modugno)
- 2004: L'uomo del destino (de Y. Reza),
- 2005: La capra (d'E. Albee)
- 2006-07: Storie Parallele (de C. Spaak)
- 2008: Vivien Leigh - L'ultima conferenza stampa (de M. Lafferty)
- 2013: Racconti dal faro (de C. Spaak)